# Pistol cu Capse
Pistol cu Capse — румунський колектив, утворений 2003 року у Бухаресті як панк-рок гурт. До складу гурту входять Влад Старіку (вокал, гітара), Аді Капнобатай (бас-гітара), Дан Козмуца (гітара), Андрей Петреску (барабани). Колектив є одним з найвідоміших представників жанру емо в румунській музиці.
2008 року колектив видав однойменний альбом «Pistol cu Capse», до якого увійшов і дебютний сингл «În locul tău» 2006 року.
11 червня 2015 року вийшов другий студійний альбом під назвою «Dupa zece» (укр. після 10-ї).
З початку існування підтримували близько 150 концертів як в межах держави, так і за межами (Austria, Sampling Bucharest 2007).

## Музичний жанр
Розпочав діяльність гурт, як панк-рок колектив. Але близько до видачі другого альбому дещо змінив напрям виконання на суміш регі, поп-року, ска, фанку та гранжу.

## Склад гурту
- Влад Старіку (вокал, гітара)
- Аді Капнобатай (бас-гітара)
- Дан Козмуца (гітара)
- Андрей Петреску (барабани)

## Дискографія

### Альбоми
- «Pistol cu Capse» (2008)
- «Dupa zece» (2015)

### Збірки
- "Unplugged" (2010)

### Відеокліпи
- «În locul tău» (2006)
- «Ea crede» (2012)
- «Rămâne intre noi» (2013)
- «Undeva, cineva» (2015)
- «O dorința-n plus» (2016)